# 고무종
고무종(gumma, 복수형은 gummata 또는 gummas)은 부드러운 양성 결절로, 삼차 매독이나 요스 감염으로 인해 발생한다. 고무처럼 탄력을 가지고 있어 붙은 이름이다.
육아종의 한 형태이다. 고무종은 간에서 가장 흔히 발견되며, 뇌, 심장, 피부, 뼈, 고환, 그 외 기타 조직에서도 발생한다. 신경학적 장애나 판막 질환 같은 여러 문제로 이어질 가능성이 있다.

## 갤러리

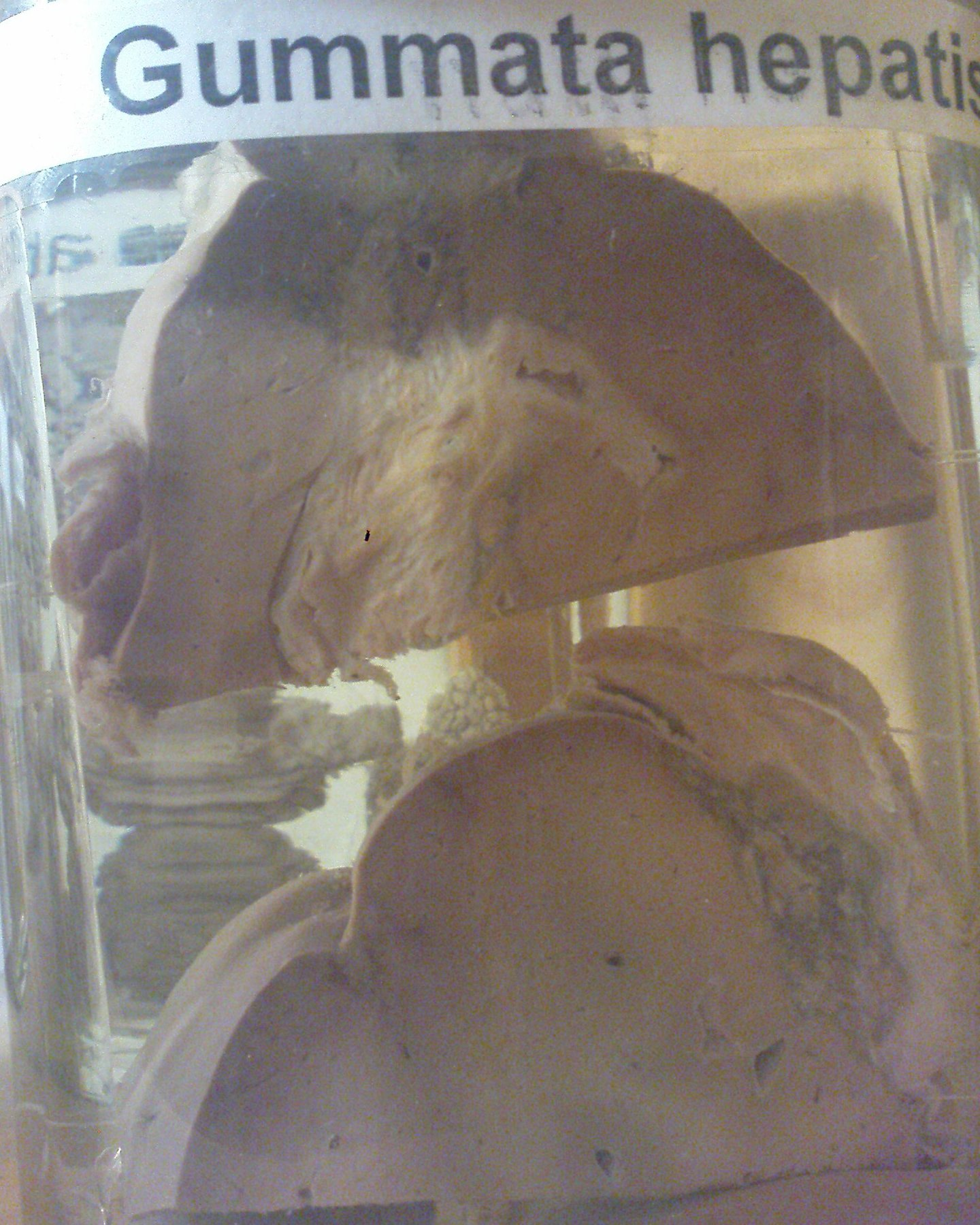
간의 고무종
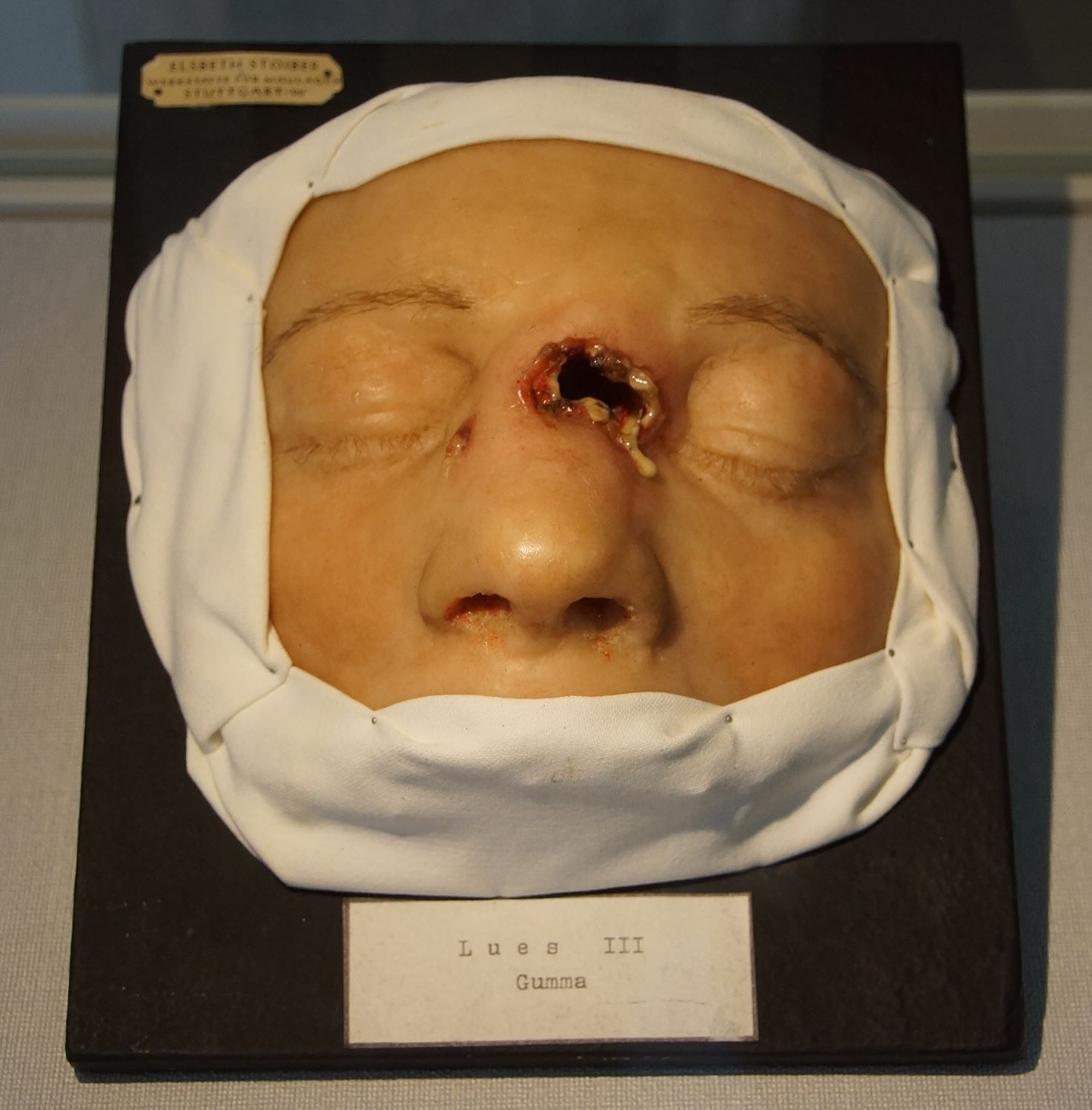
교육생을 위해 만들어진, 매독 환자의 밀랍형. 튀빙겐 대학교.